# Sankt Gerold
Sankt Gerold är en ort och kommun i distriktet Bludenz i förbundslandet Vorarlberg i Österrike.